# Амазія

Зміни форми континентів з часом (за різними уявленнями)

Зміни континентів

Амазія — гіпотетичний суперконтинент, який за деякими припущеннями має виникнути на Землі через 50-250 млн років з центром на Північному полюсі.

## Загальний опис
Відповідно до гіпотези, висунутої Россом Мітчеллом та його колегами з Єльського університету на основі аналізу магнітних властивостей древніх порід, Північна та Південна Америки зіллються воєдино і потім разом мігруватимуть на північ у напрямку до Євразії. Вони утворять єдиний суперконтинент, названий вченими Амазія. Австралія також буде зміщатися на північ і перебуватиме поряд з Індією.
Гіпотезу Амазії протиставляють двом іншим, згідно з якими суперконтинент буде утворений або на місці стародавньої Пангеї (сучасний Атлантичний океан) або зі зворотного боку Земної кулі — на місці Тихого океану. Оскільки ці припущення мають відповідно назви інтроверсії й екстроверсії, свою гіпотезу вчені називають ортоверсією.
Також варто зазначити, що гіпотезу Амазії побудовано згідно з відомими закономірностями у формуванні суперконтинентів в минулому. Так, Пангея розміщувалася під кутом 90 ° по відношенню до попереднього суперконтинента Родинії. А Родинія натомість — під кутом 90 ° до Нуни, що існувала 3 млрд років тому. Амазія також імовірно розташовуватиметься під кутом 90 ° до Пангеї.

## Моделі континентів
| Теперішні моделі континентів (2012) | Теперішні моделі континентів (2012) | Теперішні моделі континентів (2012) | Теперішні моделі континентів (2012) | Теперішні моделі континентів (2012) | Теперішні моделі континентів (2012) | Теперішні моделі континентів (2012) | Теперішні моделі континентів (2012) |
| ----------------------------------- | ----------------------------------- | ----------------------------------- | ----------------------------------- | ----------------------------------- | ----------------------------------- | ----------------------------------- | ----------------------------------- |
| 7 континентів:                      | Антарктика                          | Північна Америка                    | Південна Америка                    | Європа                              | Азія                                | Африка                              | Австралія                           |
| 6 континентів:                      | Антарктика                          | Америка                             | Америка                             | Європа                              | Азія                                | Африка                              | Австралія                           |
| 6 континентів:                      | Антарктика                          | Північна Америка                    | Південна Америка                    | Євразія                             | Євразія                             | Африка                              | Австралія                           |
| 6 континентів:                      |                                     | Північна Америка                    | Південна Америка                    | Європа                              | Азія                                | Африка                              | Австралія                           |
| 5 континентів:                      | Антарктика                          | Америка                             | Америка                             | Євразія                             | Євразія                             | Африка                              | Австралія                           |
| 5 континентів:                      |                                     | Америка                             | Америка                             | Європа                              | Азія                                | Африка                              | Австралія                           |
| 4 континенти:                       | Антарктика                          | Америка                             | Америка                             | Африка-Євразія                      | Африка-Євразія                      | Африка-Євразія                      | Австралія                           |
| 2 континенти:                       | Західний континент                  | Західний континент                  | Західний континент                  | Східний континент                   | Східний континент                   | Східний континент                   | Східний континент                   |